# 侯偉時
侯偉時（1609年—1647年9月24日（永曆元年八月乙未）），字異度，號令丘，湖廣荊州府公安縣人，明朝、南明政治人物。

## 生平
侯偉時是崇禎三年（1630年）庚午科湖廣鄉試舉人，四年（1631年）辛未科進士，都察院觀政，授陽江縣知縣，陞吏部稽勳司主事、吏部文選司郎中，不熱中名利，有好名聲。北京淪陷，他的妻子劉氏自縊身亡，自己就易服南走免於遇難。隆武帝即位，起為太僕寺少卿，讓他在長沙府徵兵。永曆帝到奉天，擢吏部右侍郎，負責選拔官吏。
孔有德攻陷奉天，永曆帝逃亡到靖州，侯偉時不及同行，和吳炳同時被擒獲。侯偉時見到孔有德，站立直視，堅持不坐，不願薙髮和答問，只說：「應死久矣。」如此重複三次。侯偉時只有一子侯章華，時年十歲，很是疼惜。當日清朝命令侯章華穿著珍服，抱著他的膝蓋哭泣請求投降，他卻說：「吾生汝如一塊土耳！」將侯章華踢下階，不停大罵。左右的人都揪著他的臉頰，因此血流滿面，刀刃切他的小腿，仆倒在地上，但他仍然不屈服，從容地賦絕命詩而死，路人看到無不哭泣，侯章華鬱鬱而終。南明朝廷得知他遇害，追贈禮部尚書、東閣大學士，諡忠靖。

## 引用
1. 1 2  錢海岳《南明史·卷四·本紀第四》：（永曆元年八月）乙未……城步陷，大學士吳炳、侍郎侯偉時等死之。
2. ↑  同治《公安縣志·卷六·人物》：侯偉時，字令邱，又字異度。
3. ↑  《崇祯四年辛未科三百五十名进士履历》：侯伟时，令丘，诗二房，己酉六月二十五日生。公安人，庚午三十二，会五十三，三甲三十九名。都察院政，授阳江知县。曾祖必雙。祖廪生。父一定，举人、知县。
4. 1 2  錢海岳《南明史·卷五十六·列傳第三十二》：侯偉時，字異度，公安人。崇禎四年進士。授陽江知縣，歷稽勳主事、文選郎中，恬淡有清望。北京陷，妻劉經死，偉時變服南走得免。紹宗立，起太僕少卿，命徵兵長沙。昭宗幸奉天，超擢吏部右侍郎，秉銓政。
5. ↑  同治《公安縣志·卷五·選舉》：崇禎三年庚午科解元王文南 侯偉時 見進士
6. ↑  錢海岳《南明史·卷五十六·列傳第三十二》：孔有德陷奉天，上幸靖州，追扈不及，與吳炳同被執。見有德，嶷立直視，坐命不肯，勸薙髮不從，席地問不答，曰「應死久矣」，如是者三。偉時止一子章華，年十歲，夙鍾愛之。是日清命被珍服擁泣膝前請降，曰：「吾生汝如一塊土耳」䠞以足，仆之下階，罵益烈。左右捽其頰，血流面，刃交與脛，僵仆地上，竟不屈，從容賦絕命詩死，行道無不涕泣。章華亦悒悒死。………事聞，贈偉時禮部尚書、東閣大學士，諡忠靖。